# San Girolamo all’Osservanza
Die Kirche San Girolamo all’Osservanza befindet sich in der Nähe des historischen Zentrums von Faenza und ist die Friedhofskirche.

## Geschichte und Beschreibung
Die ursprüngliche Kirche von San Girolamo gehörte zum Kloster Santa Perpetua und wurde 1828 von Pietro Tomba umstrukturiert, der ihr ein Aussehen aus dem 15. Jahrhundert verlieh, während Costantino Galli zwischen 1858 und 1859 den Portikus der Fassade der heutigen Kirche schuf.
Im Inneren befinden sich einige Stuckstatuen von franziskanischen Heiligen und moderne Grabmäler, von denen eines von Felice Giani entworfen wurde. Sehr interessant ist das hölzerne Kruzifix aus dem 15. Jahrhundert, das sich auf der linken Seite befindet, das Werk eines aus Nordeuropa stammenden Wanderbildhauers (vielleicht Paul Moerich).